# 3537 Юрґен
3537 Юрґен (3537 Jürgen) — астероїд головного поясу, відкритий 15 листопада 1982 року.
Тіссеранів параметр щодо Юпітера — 3,354.